# Henri Bard
Henri Bard (Lió, 29 d'abril de 1892 - París, 26 de gener de 1951) va ser un futbolista francès de les dècades de 1910 i 1920.
De jove va viure a Suïssa, on començà a jugar al futbol al Servette Genève. Des de 1911 jugà al Racing Club de France. Dos anys més tard debutà amb la selecció francesa, amb la que disputà 18 partits i participà en els Jocs Olímpics de 1920 i 1924. El 1918 ingressà al Cercle Athlétique, club amb el que guanyà la Copa de 1920, a la final davant Le Havre AC. De 1922 a 1925 tornà al Racing Club.